# Buşteni
Bușteni (rumænsk udtale: [buʃˈtenʲ]) er en lille bjergby i den nordlige del af distriktet Prahova i Muntenien, Rumænien. Den ligger i Prahova-dalen, i bunden af Bucegi-bjergene, der har en højde på op til 2.505 moh. Dens navn betyder bogstaveligt talt tømmerhugst på rumænsk. En landsby, Poiana Țapului, er administrativt en del af byen, som før 1950 var en separat kommune. Byen har 8.368 (2021) indbyggere.
Buștenis gennemsnitlige højde er 875 moh. Det er et  populært bjergområde i Rumænien, med turismemuligheder året rundt, herunder skiløb og bjergbestigning.

## Historie
Byen og de omkringliggende bjerge var stedet for militære konfrontationer i 1916 under Første Verdenskrig. Et stort ca. 25 meter højt  mindemonument, Heltenes kors (Crucea Eroilor) ligger på toppen af den nærliggende bjerg Caraiman, næsten 2.260 moh. Monumentet er oplyst om natten og er synligt fra stort set alle steder i Bușteni.

## Galleri
- Bușteni- og Bucegi-bjergene
- Rådhuset
- Det rumænsk-franske hus
- Heltenes kors
- Cantacuzino slot
- Heltekorset og Bușteni